# Amaryllis condemaita
Amaryllis condemaita là một loài thực vật có hoa trong họ Amaryllidaceae. Loài này được Vargas & Perez mô tả khoa học đầu tiên năm 1984.